# Pléboulle
Pléboulle település Franciaországban, Côtes-d’Armor megyében. Lakosainak száma 716 fő (2022. január 1.). Pléboulle Hénanbihen, Matignon, Fréhel, Plurien, Ruca és Saint-Pôtan községekkel határos.

## Népesség
A település népességének változása:
| Lakosok száma | 780  | 686  | 711  | 708  | 722  | 813  | 862  | 869  | 819  | 716  |
|               | 1968 | 1982 | 1990 | 2006 | 2013 | 2015 | 2017 | 2019 | 2020 | 2022 |